# 환생을 찾아서
《환생을 찾아서》(Unmistaken Child, 2008)는 나티 바라츠 감독이 제작한 다큐멘터리 영화이다.

## 줄거리
84세의 일기로 라마 콘촉이 세상을 떠나자 21년간 그를 받들어 모신 수도승 텐진 조파는 달라이 라마의 명에 의해 스승의 환생을 찾아 고된 여정을 떠난다. 이 다큐멘터리는 환생한 스승을 찾아야 하는 불가의 소명으로 투영된, 무엇과도 바꿀 수 없는 위대한 정신적 스승에 대한 보이지 않는 사랑에 대한 이야기다. 티베트의 곳곳을 누비는 4년의 여정 끝에 텐진 조파는 스승의 환생으로 여겨지는 아이와 만난다. 그 옛날 스승이 어린 그를 이끌어 주었던 것처럼 삶은 순환된다.

## 영화 관련 정보
- 감독 : 나티 바라츠

이스라엘 예루살렘 출생. 2000년 텔아비브대학 영화학교를 졸업한 이후, 프리랜서 감독 겸 제작자로 활동해왔다. 대표작으로는 Tel Aviv-Kyrgyzstan(01) 과 Noches(04)가 있으며, 두 작품 모두 이스라엘에서 TV로 방송되었다.
- 상영시간 : 102분

## 수상 내역
- 2009 보스턴 독립영화제 심사위원상
- 2009 풀 프레임 다큐멘터리 영화제 인스퍼레이션상
- 2009 리버런 국제영화제 심사위원상
- 2009 EBS 국제다큐영화제 대상, 시청자상